# Lê Duẩn
Lê Duẩn (7 avril 1907 - 10 juillet 1986) est un homme politique vietnamien, membre fondateur du Parti communiste indochinois et secrétaire général du Parti communiste vietnamien de 1960 à sa mort en 1986.

## Biographie

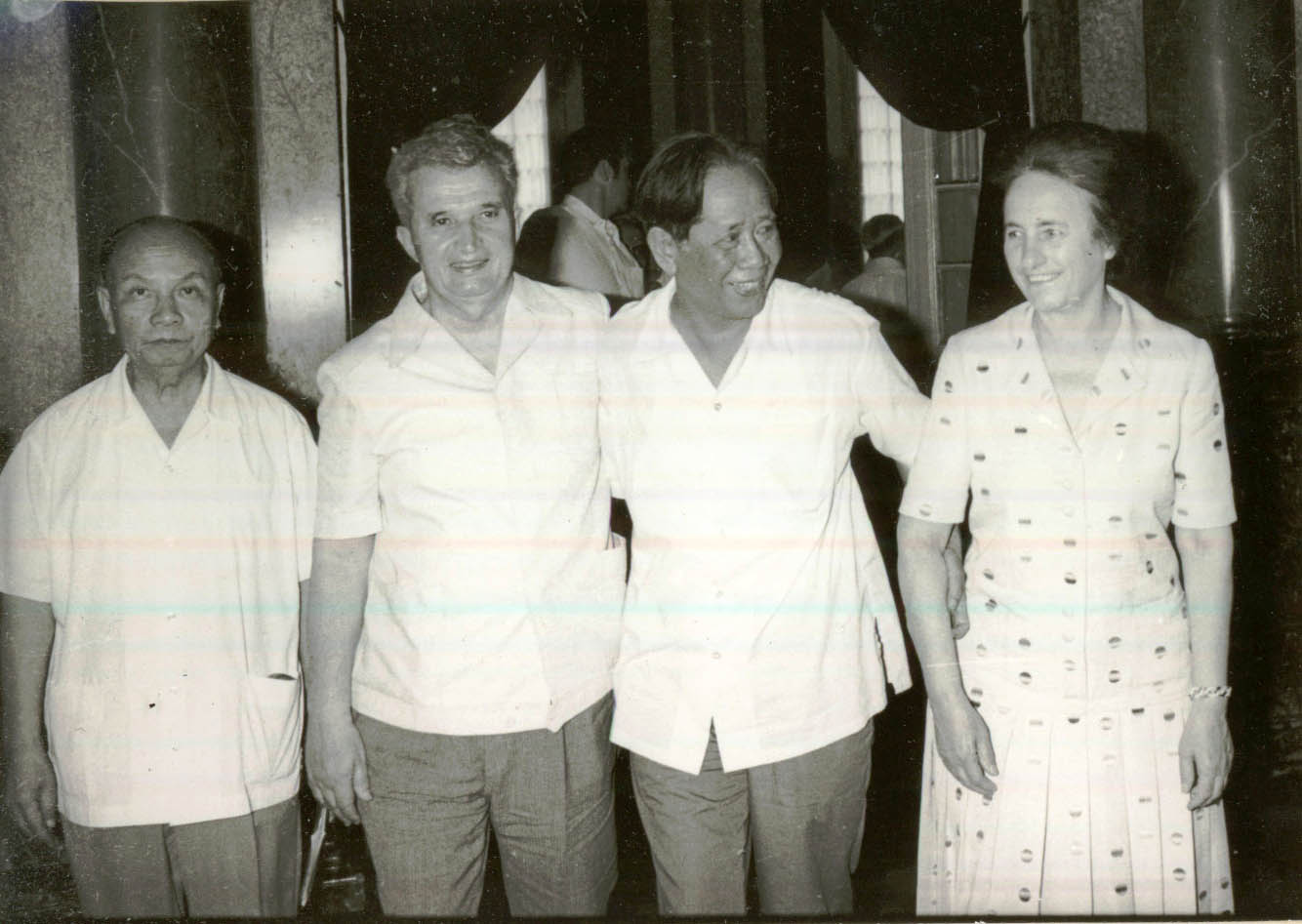
Lê Duẩn et Trường Chinh avec Nicolae et Elena Ceaușescu de la République socialiste de Roumanie (1978).

Lê Duẩn découvre le communisme alors qu'il travaille sur les lignes de chemin de fer, dans les années 1920.
Membre fondateur du Parti communiste vietnamien à l'époque de la colonisation française, Lê Duẩn est emprisonné de 1931 à 1937. A nouveau arrêté en 1939, il est libéré en 1945 lors de la révolution d'Août.  Il a notamment été détenu au bagne de Poulo Condor. Membre du au Comité central du PCV sous la direction de Hô Chi Minh, il anime les réseaux clandestins du Việt Minh pendant la guerre d'Indochine. Après l'indépendance, il forme et dirige une organisation communiste clandestine au Sud Viêt Nam. Revenu au Nord Viêt Nam, il devient premier Secrétaire du parti en 1960, ce qui fait de lui l'homme fort du Parti communiste vietnamien alors que Hô Chi Minh, âgé et malade, est de moins en moins impliqué dans les affaires courantes. Pendant la guerre du Viêt Nam, il se montre partisan d'une ligne offensive face aux Américains et au Sud Viêt Nam.
À la mort de Hô, il devient le principal dirigeant du Nord Viêt Nam. Après la chute de Saïgon, il demeure l'homme fort du Viêt Nam unifié. Il approuve l'invasion du Cambodge pour renverser les Khmers rouges ce qui crée des tensions avec la Chine au point d'entraîner un bref conflit sino-vietnamien. Sous sa direction, le Viêt Nam s'aligne strictement sur l'URSS et le bloc de l'Est. En 1979, il reçoit le Prix Lénine pour la paix.
Duẩn meurt à Hanoï en 1986. Le poste de secrétaire général passe à Trường Chinh.
Le Duẩn était aussi connu sous le nom de Le Dung, et de anh Ba (troisième frère).